# 사타케 요시즈미 (1637년)

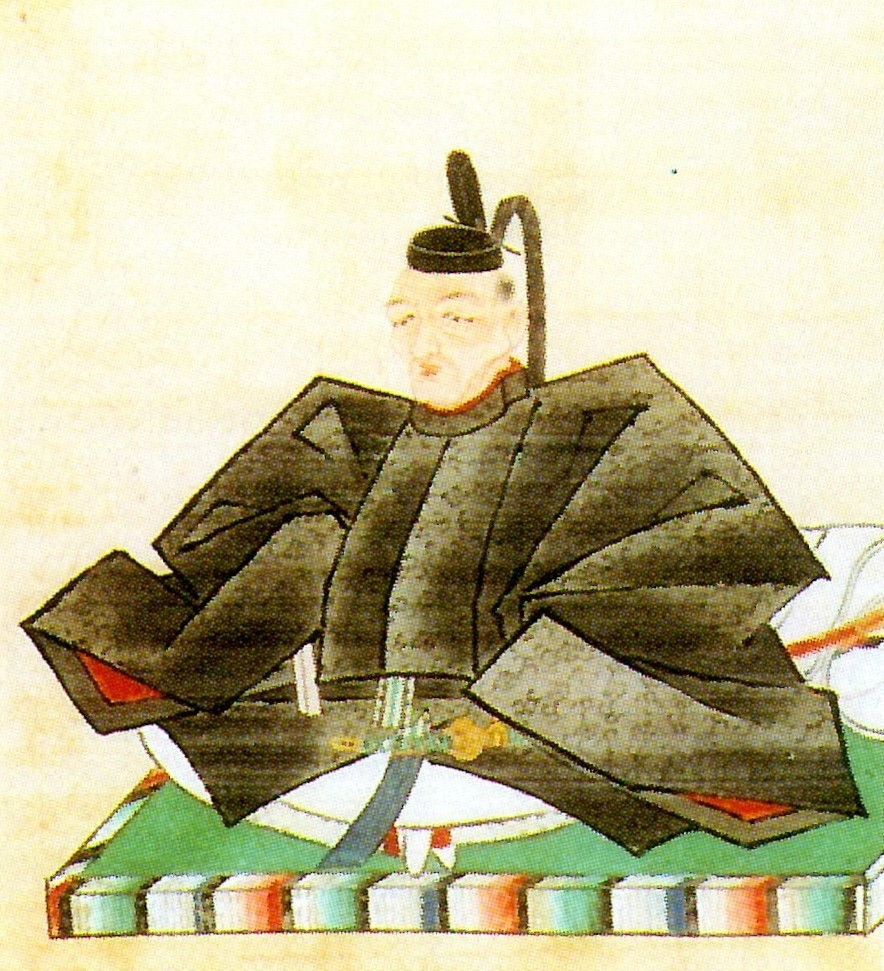
사타케 요시즈미

사타케 요시즈미(일본어: 佐竹義処, 1637년 10월 9일 ~ 1703년 8월 5일)는 일본 에도 시대의 다이묘로, 구보타 번의 3대 번주이다. 어릴적 이름은 도쿠주마루(徳寿丸)이며, 통칭은 지로(次郎)이다. 관위는 종4위하, 시종, 좌소장(左少将), 우쿄노다이부(右京大夫)이다.
간에이 14년(1637년), 선대 번주 사타케 요시타카의 둘째 아들로 태어났다. 쇼호 3년(1646년), 쇼군 도쿠가와 이에미쓰를 알현하고, 조오 3년(1654년)에 종4위하, 우쿄노다이부에 서임되었다. 간분 12년(1672년), 아버지 요시타카가 사망하자 그 뒤를 이어 번주직에 올랐다. 화려하고 사치스러운 생활을 지속하여 번 재정을 악화시켰고, 16만 냥에 달하는 빚을 지었다. 평정소 설치, 새로운 관직 설치, 구법과 옛 직책 폐지 등의 개혁을 추진하였으나 효과는 없었다. 겐로쿠 14년(1701년), 동생 요시나가에게 2만 석, 조카 요시쿠니에게 1만 석 영지를 나누어주었다. 겐로쿠 16년(1703년), 영내의 요코테성에서 65세의 나이로 사망하였다. 맏아들 요시미쓰는 요절하였고, 둘째 아들 요시타카는 소마 나카무라 번주가 되어서, 셋째 아들 요시타다가 구보타 번주직을 계승했다.
| 전임 사타케 요시타카 | 제3대 구보타 번 번주 1672년 ~ 1703년 | 후임 사타케 요시타다 |